# Curva kappa
En geometría, la curva kappa (también denominada curva de Gutschoven) es un tipo de curva algebraica de dos dimensiones, cuya forma se asemeja a la letra griega ϰ (kappa).

## Historia
La curva kappa fue estudiada por primera vez por Gérard van Gutschoven hacia 1662. En la historia de las matemáticas es recordada como uno de los primeros ejemplos de la aplicación de los métodos de cálculo rudimentarios de Isaac Barrow para determinar las tangentes de una curva. Isaac Newton y Johann Bernoulli continuaron posteriormente el estudio de este tipo de curvas.

## Expresión analítica
Utilizando el sistema de coordenadas cartesianas, se puede expresar como:
{\displaystyle x^{2}(x^{2}+y^{2})=a^{2}y^{2}}
o, utilizando ecuaciones paramétricas:
{\displaystyle {\begin{array}{crl}x&=&a\sin t\\y&=&a\sin t\tan t\end{array}}}
En coordenadas polares su ecuación es aún más simple:
{\displaystyle r=a\tan \theta }
Tiene dos asíntotas verticales en {\displaystyle x=\pm a}, que se muestran como líneas azules discontinuas en la figura de la derecha.
Curvatura de la curva kappa:
{\displaystyle \kappa (\theta )={\cfrac {8\left(3-\sin ^{2}\theta \right)\sin ^{4}\theta }{a\left[\sin ^{2}(2\theta )+4\right]^{\frac {3}{2}}}}}
Ángulo tangencial:
{\displaystyle \phi (\theta )=-\arctan \left[{\cfrac {1}{2}}\sin(2\theta )\right]}

## Cálculo diferencial
| La tangente de la curva kappa en un punto cualquiera se puede determinar geométricamente usando diferenciales y las reglas elementales de la aritmética infinitesimal. Supóngase que x e y son variables, y a continuación se toma cada una de ellas como una constante respecto a la otra. De la definición de la curva kappa, se tiene que {\displaystyle x^{2}(x^{2}+y^{2})-a^{2}y^{2}=0} Ahora, se procede a diferenciar la ecuación igualada a cero, o sea {\displaystyle d(x^{2}(x^{2}+y^{2})-a^{2}y^{2})=0} Deduciendo el diferencial y mediante la aplicación de las reglas apropiadas, {\displaystyle d(x^{2}(x^{2}+y^{2}))-d(a^{2}y^{2})=0} {\displaystyle (2xdx)(x^{2}+y^{2})+x^{2}(2xdx+2ydy)-a^{2}2ydy=0} {\displaystyle (4x^{3}+2xy^{2})dx+(2yx^{2}-2a^{2}y)dy=0} {\displaystyle x(2x^{2}+y^{2})dx+y(x^{2}-a^{2})dy=0} {\displaystyle {\frac {x(2x^{2}+y^{2})}{y(a^{2}-x^{2})}}={\frac {dy}{dx}}} |

## Derivada
| Si se utiliza el concepto moderno de una relación funcional y(x); y se aplica la diferenciación de la función implícita, la pendiente de una recta tangente a la curva kappa en un punto (x,y) es: {\displaystyle 2x(x^{2}+y^{2})+x^{2}(2x+2y{\frac {dy}{dx}})=2a^{2}y{\frac {dy}{dx}}} {\displaystyle 2x^{3}+2xy^{2}+2x^{3}=2a^{2}y{\frac {dy}{dx}}-2x^{2}y{\frac {dy}{dx}}} {\displaystyle 4x^{3}+2xy^{2}=(2a^{2}y-2x^{2}y){\frac {dy}{dx}}} {\displaystyle {\frac {2x^{3}+xy^{2}}{a^{2}y-x^{2}y}}={\frac {dy}{dx}}} |